# Чарльз Госкінсон
Чарльз Госкінсон (англ. Charles Hoskinson; нар. 5 листопада 1987, Гаваї, США) — американський програміст та підприємець, засновник блокчейн платформи Cardano, співзасновник Ethereum.

## Життєпис
Госкінсон народився на Гаваях. Навчався у Державному університеті Денвера та Колорадському університеті. Вивчав аналітичну теорію чисел, але залишив навчання, не отримавши диплом бакалавра.
До 2013 року працював в консалтинговій компанії, після чого почав проєкт під назвою Bitcoin Education Project. 
В кінці 2013 року приєднався до команди з 8-ми засновників Ethereum, серед яких також був Віталік Бутерін. Нетривалий час був виконавчим директором проєкту. 2014 року Бутерін виключив Госкінсона з Ethereum через суперечку щодо майбутнього проєкту: Госкінсон вважав, що Ethereum має бути комерційним проєктом, а Бутерін — неприбутковим.
В кінці 2014 року Госкінсон разом з Джеремі Вудом, ще одним колегою по Ethereum, створили IOHK (Input Output Hong Kong), компанію, яка займається дослідженням і розробкою криптовалют та блокчейнів. Головним проєктом IOHK є Cardano, публічний блокчейн та платформа зі смартконтрактами, яка містить свою криптовалюту ADA. Госкінсон не залучав венчурний капітал для Cardano, підкреслюючи, що його платформа працює всупереч принципам блокчейну.
2020 року виступив на всесвітньому економічному форумі в Давосі, зазначивши що блокчейн може зрештою зробити соціальні зміни.

## Меценатство
- 2017 року Госкінсон і IOHK стали спонсорами програми дослідження блокчейну в Единбурзькому університеті та Токійському технічному університеті.[6]
- 2020 року IOHK пожертвувала 500 тисяч доларів Університету Вайомінгу для створення блокчейн-лабораторії.[7]
- У вересні 2021 року Госкінсон пожертвував 20 мільйонів доларів Університету Карнегі-Меллон для будівництва Центру Формальної математики Госкінсона.[8]